# Ahí (singolo)
Ahí è un singolo della cantante messicana Thalía e della cantautrice spagnola Ana Mena, pubblicato il 28 giugno 2019 dall'etichetta Sony Music Latin come ottavo estratto dal quattordicesimo album in studio Valiente di Thalía.

## Descrizione
Il brano è scritto e prodotto da Daniel Echevarría Oviedo, in arte Ovy on the Drums.

## Video musicale
Il video musicale è stato pubblicato in concomitanza all'uscita del brano attraverso il canale YouTube di Thalía e presenta una versione lirica con suono 8D.

## Tracce
Testi e musiche di Daniel Echevarría Oviedo.
1. Ahí – 2:45

## Formazione
Musicisti
- Ariadna Thalía Sodi Miranda – voce
- Ana Mena Rojas – voce

Produzione
- Alejandro Patiño (Mosty) – masterizzazione
- Armando Avila – registrazione
- Bruno Nicolás Fernández (Dabruk) – registrazione
- Daniel Echevarría Oviedo (Ovy on the Drums) – produzione
- Luis Barrera – missaggio
- Pablo Arraya – registrazione